# بازیل لیدل هارت
بازیل هنری لیدل هارت (۱۸۹۵–۱۹۷۰) (به انگلیسی: Basil Henry Liddell Hart) مورخ نظامی و استراتژیست جنگی بریتانیایی بود. لیدل هارت که در دو جنگ جهانی شرکت داشت از طرفداران جنگ‌های مکانیزه بود و نظریات وی تأثیر مهمی در تکامل جنگ‌های زرهی گذاشت.
لیدل هارت فرزند یک کشیش متدیست انگلیسی بود. وی با آغاز جنگ جهانی اول در سال ۱۹۱۴ تحصیل در دانشگاه کمبریج را رها کرده و به ارتش بریتانیا پیوست و دو سال بعد درجهٔ سروان را دریافت کرد. در سال ۱۹۲۰ «دستنامهٔ رسمی تمرینات پیاده‌نظام» ارتش بریتانیا را نوشت که شامل شیوه‌های جنگی ابداعی او می‌شد. لیدل هارت در این دوران از اولین طرفداران استفاده از نیروی هوایی و نبردهای مکانیزه تانک به‌شمار می‌رفت. وی استراتژی را «هنر توزیع امکانات نظامی برای تحقق اهداف سیاسی» تعریف می‌کرد و «رویکرد غیرمستقیم» جنگی را ترجیح می‌داد که باعث جابجایی دشمن و کاهش توانایی مقاومت آن شود. لیدل هارت با توجه به تجربیاتی که در دوران جنگ به دست آورده بود بر اهمیت عنصر تحرک و غافلگیری تأکید داشت.
لیدل هارت در سال ۱۹۲۷ از خدمت نظامی بازنشسته شد و وقت خود را صرف نویسندگی و خبرنگاری کرد. وی بین سال‌های ۱۹۲۵ تا ۱۹۳۵ خبرنگار نظامی دیلی تلگراف و از ۱۹۳۵ تا ۱۹۳۹ مشاور نظامی روزنامه تایمز بود؛ و بین سال‌های ۳۸–۱۹۳۷ مشاور شخصی وزیر دفاع بریتانیا، لزلی هوری بلیشا، بود و بسیاری از اصلاحات پیشنهادی او در این انجام شد هرچند تلاش‌های لیدل هارت برای مکانیزه کردن نیروی زمینی با نیروهای تانک و ضدهوایی با مخالفت اغلب افسران باتجربه روبرو شده بود.
نوشته‌های لیدل هارت بیش از آن‌که بر ارتش کشور خودش اثرگذار باشد مورد توجه دشمن آن‌ها یعنی آلمان قرار گرفت. تئوری معروف به «گسترش سیل‌آسا» ی لیدل هارت و دکترین ژنرال فولر در مورد کاربرد تانک‌ها از سوی رهبران نیروهای زرهی آلمان به کار گرفته شد و اساس دکترین جنگی بلیتس‌کریگ را تشکیل داد که ورماخت با استفاده از آن در طول دو سال بخش اعظم قاره اروپا را به تصرف خود درآورد.
در طول جنگ جهانی دوم لیدل هارت برای روزنامه دیلی میل مطلب می‌نوشت. وی پس از جنگ نسبت به بازدارندگی هسته‌ای مشکوک بود و بر حفظ نیروی نظامی متعارف تأکید داشت اما در عین حال مخالف یک «جنگ تمام عیار» در دوران هسته‌ای بود. وی در سال ۱۹۶۶ لقب شوالیه را از ملکه الیزابت دوم دریافت کرد.